# Angitia panamensis
Angitia panamensis är en fjärilsart som beskrevs av Embrik Strand 1917. Angitia panamensis ingår i släktet Angitia och familjen nattflyn. Inga underarter finns listade i Catalogue of Life.